# Galeria Sfera
Galeria Sfera — торгово-развлекательный центр в Бельско-Бяле, расположенный в районе Дольне-Пжедместе на Мостовой улице, недалеко от реки Бяла.
Торговый центр состоит из двух зданий, соединенных переходом через Мостовую улицу. Первое (Sfera I) построено в 2001 году, второе (Sfera II) в 2009 году. Площадь комплекса составляет 64000 м² торговых площадей, 7600 м² развлекательных площадей, 5100 м² гостиничных площадей, 4,2 тыс. м² офисных площадей, а также 3,5 тыс. м² жилой площади.

## История
Торговый центр был построен на месте промышленных зданий. Sfera I находится на территории ныне снесённой льнопрядильной фабрики, основанной в 1863 году Альбертом Нейманом, позднее преобразованной Карлом Бенджамином Шнайдером в джутовую прядильную фабрику, которая в 1903 году перешла во владение компании Union AG für Jute-Industrie. В период существования Польской Народной Республики здесь находился льнокомбинат «Ленко». Его здания были снесены в 2000 году. Затем началось строительство торгового центра. Его первоначальное название — Centrum Mostowa.
Архитекторами проекта были Иренеуш Гендель (главный конструктор), Ян Лелонтко и Пётр Павловский. Открытие Sfera I состоялось 6 декабря 2001 года. Однако открытие вызвало споры, поскольку объект ещё не был полностью достроен, и городские власти признали начало его эксплуатации незаконным.
В XIX веке на территории, на которой ныне находится Sfera II, располагалось несколько текстильных фабрик — красильно-отделочная фабрика Густава Моленды, суконная фабрика Landesmann&Kornhaber и суконная фабрика Карла Ризенфельда. Во времена существования Польской Народной Республики все эти здания также принадлежали текстильным предприятиям. Кроме того, там располагались склады транспортно-экспедиционной компании Adolf Brüll & Söhne, а позже — автозаправочная станция и парк. Здания были снесены в 2008 году.
Строительству Sfera II также предшествовали многочисленные споры. В октябре 2006 года Апелляционный совет местного самоуправления признал недействительными условия застройки территории и направил дело на рассмотрение. Строительные работы также были приостановлены из-за несчастного случая со смертельным исходом, произошедшего во время работ по сносу зданий в июне 2006 года. 
Помимо этого, в декабре того же года, было выдвинуто обвинение в том, что тендер был проведён с нарушением правил, изложенных в его условиях, так как победителем стала компания, предложившая самую низкую цену и планировавшая снести постиндустриальные здания, несмотря на то, что они находились под защитой природоохранной организации. В конечном итоге, строительство началось только в конце 2007 года.
Проект Sfera II был разработан той же группой архитекторов, которая проектировала Sfera I. Также была реконструирована система коммуникаций в районе — построены две новые кольцевые развязки на Валовой улице. Sfera II была открыта 27 октября 2009 года . До 2011 года велись работы по открытию гостиничной (Qubus Hotel)  и жилой части. 
19 мая 2011 года на площади перед главным входом в Sfera II был открыт памятник Болеку и Лёлеку. Торговый центр также используется как открытая культурная площадка — с 2010 года здесь ежегодно в июле и августе проводятся концерты.